# Nörve
Nörve (Nǫrfi) eller Narve (Narfi) var en jätte i nordisk mytologi. Enligt Gylfaginning i Snorres Edda bodde han i Jotunheim och var fader till Natt (Nótt); den gudom som personifierar natten. Men i den poetiska Eddan bär Natts fader namnet Nör (Nǫrr).

## Källtexterna

### UrGylfaginning, kap. 10
| Nörve eller Narve hette en jätte, som bodde i Jotunheim. Han hade en dotter som hette Natt. Hon var svart och dunkel som hon hade påbrå till. Hon gifte sig med en man som hette Nagelfare, och deras son hette Aud. Därnäst gifte hon sig med en som hette Onar; deras dotter hette Jord. Sist blev hon gift med Delling som var av asarnas ätt. Deras son var Dag. Han var ljus och fager efter sin fader. | Nǫrfi eða Narfi hét jǫtunn er bygði í Jǫtunheimum. Hann átti dóttur er Nótt hét. Hon var svǫrt ok døkk sem hon átti ætt til. Hon var gipt þeim manni er Naglfari hét. Þeira son hét Auðr. Því næst var hon gipt þeim er Annarr hét. Jǫrð hét þeira dóttir. Síðarst átti hana Dellingr, var hann Ása ættar. Var þeira son Dagr. Var hann ljóss ok fagr eptir faðerni sínu. |  |

Stavningen av jättens namn varierar i handskrifterna. Från Codex Regius (Konungsbók) och Codex Trajectinus (Trektarbók) kommer Nǫrfi eða Narfi. Codex Wormianus (Ormsbók) har Nǫrvi eða Narvi och i Codex Upsaliensis (Uppsalabók) – som är äldst – heter jätten Nóri. Där sägs han dessutom ha varit den förste som byggde i Jotunheim.

### Poetiska Eddan
Vafþrúðnismál 25. (Vavtrudner besvarar Odens fråga varifrån dagen kommer som drar över jorden.)
| Han som Delling heter, han är Dags fader, men Natt är dotter till Nör; nådiga makter satte ny och nedan att mäta tiden åt mänskor. | Dęllingr hęitir, hann's Dags faðir, ęn Nótt vas Nǫrvi borin; ný ok nið skópu nýt ręgin ǫldum at ártali. |  |

Allvismál 29. (Tor ställer frågor till Allvis.)
| Säg mig, Allvis – ty alla öden torde du väl veta, dvärg: vad månde väl Natt, som är Nörs dotter, heta i varje värld? | Sęg mér þat Alvíss, ǫll of rǫk fira vǫrumk dvergr at vitir, hvé sú nótt hęitir, hin Nǫrvi kęnda, hęimi hvęrjum í? |  |

Namnet Nör (Nǫrr) står i båda fallen i dativform (Nǫrvi).

## Namnet
Både Nörve, Narve och Nör kommer troligen av ett ord som betyder "trång". Åke Ohlmarks tänker sig att Nör betyder "den tungt beträngande" och är ett namn på skymningen inklämd mellan dag och natt. Skymningen är nattens fader. Natt är i sin tur gift med Delling ("den strålande" gryningen) och deras son är Dag. Viktor Rydberg tolkade Narve, Nörve eller Nör som identisk med Mimer: ett av de urväsen som enligt honom hade det största antalet täcknamn. Andra varianter av Narve fann han i Nari och Neri (Helgakviða Hundingsbana I, 4). Namnet översatte han från verbet njöra till "den som binder" eller "den som pålägger trångt åtsittande band". Rydbergs framställning är ytterst skarpsinnig, men räknas inte av moderna filologer och religionshistoriker som vetenskapligt tillförlitlig.

## Källhänvisningar
1. ↑  Norve i Nordisk familjebok (andra upplagan, 1914)
2. ↑  Nóri jǫtunn bygði fyrst Jǫtunheima. Dóttir hans var Nótt. Hon var svǫrt. Hon giptist Naglfara, sonr þeira hét Auðr. (Codex Upsaliensis, DG 11)
3. 1 2  Översättning Björn Collinder i Den poetiska Eddan, Forum 1957.
4. 1 2 3  De gamle Eddadigte kommenterad utgåva av Finnur Jónsson, København 1932.
5. ↑  Sista bokstaven är ett nominativmärke, som brukar tas bort vid försvenskning av namn.
6. ↑  Björn Collinder, Den poetiska Eddan, Forum 1957; "Nör" i namnlistan, sid 256.
7. ↑  Rudolf Simek, Dictionary of Northern Mythology, D.S. Brewer 2007; Narfi: "The name possibly means 'narrow'", sid 228; Nǫrr: "slight, narrow", sid 235. ISBN 978-0-85991-513-7
8. ↑  Åke Ohlmarks, Eddans gudasånger, Schildts förlag 1948, sid 249.
9. ↑  Fädernas gudasaga Några av jätten Mimers alias, enligt Viktor Rydberg.
10. ↑  Undersökningar i germanisk mythologi av Viktor Rydberg, del 1, 1886, kapitel 85: "Narfi, Natts fader, identisk med Mimer".